# Tara Sharma
Tara Sharma (Londra, 11 gennaio 1977) è un'attrice britannica, attiva in India.

## Filmografia parziale

### Cinema
- Om Jai Jagadish, regia di Anupam Kher (2002)
- Saaya, regia di Anurag Basu (2003)
- Masti, regia di Indra Kumar (2004)
- Bardaasht, regia di Eeshwar Nivas (2004)
- Page 3, regia di Madhur Bhandarkar (2005)
- Aksar, regia di Anant Mahadevan (2006)
- Amore in linea (The Other End of the Line), regia di James Dodson (2007)
- Heyy Babyy, regia di Sajid Khan (2007)
- Mumbai Cutting, registi vari (2008)
- Maharathi, regia di Shivam Nair (2008)
- Dulha Mil Gaya, regia di Mudassar Aziz (2010)
- The Archies, regia di Zoya Akhtar (2023)

### Televisione
- The Tara Sharma Show (2011-in corso)